# Caldeirinha de Pêro Botelho
A Caldeirinha de Pêro Botelho também conhecida por Algar dos Diabretes ou simplesmente Caldeirinha, é uma gruta portuguesa localizada na freguesia de Guadalupe, concelho de Santa Cruz da Graciosa, ilha Graciosa, arquipélago dos Açores.
Esta cavidade apresenta uma geomorfologia de origem vulcânica em forma de algar em caldeira 
. O algar apresenta uma profundidade de 37 m, por um comprimento máximo de 33 m e por uma largura também máxima de 15 m. O tubo lávico associado apresenta uma altura máxima de 11 m, por um comprimento máximo de 41 m e por uma largura também máxima de 38 m.
Este algar está situado na Serra Branca e tem um acesso extremamente fácil à sua abertura. No entanto, de entre todas as grutas da ilha Graciosa, é atualmente a única que necessita de equipamento de escalada e de pessoal habilitado para se poder aceder ao seu interior. “Os Montanheiros” desceram e exploraram pela primeira vez este algar em 1964.

## Fauna e flora
Na zona de entrada e no interior da gruta são observáveis as seguintes espécies:
Espécies de flora
- Adiantum capillus-veneris
- Asplenium anceps
- Carex pendula
- Corema album subsp. azoricum
- Cyrtomium falcatum
- Diplazium caudatum
- Erica azorica
- Erigeron karvinskianus
- Euphorbia azorica
- Hedera azorica
- Hedychium gardnerianum
- Laurus azorica
- Lysimachia azorica
- Pittosporum undulatum
- Polypodium azoricum
- Pteridium aquilinum
- Selaginella kraussiana
- Tradescantia fluminensis
- Trichomanes speciosum
- Umbilicus rupestris
- Urtica membranacea

Espécie de artrópode
- Metellina merianae